# Клайн, Нельс
Нельс Клайн (англ. Nels Cline;родился в 1956 году, Лос-Анджелес) — американский гитарист и композитор, в настоящее время является основным гитаристом рок-группы Wilco.

## Биография и творчество
Родился он в Лос-Анджелесе в 1956 году. Первыми на его музыкальное мировоззрение начали влиять Джим Макгуин (Jim «Roger» McGuinn), Джими Хендрикс (Jimi Hendrix), Джефф Бек (Jeff Beck), Джон Фэйхи (John Fahey) и Дуэйн Олман (Duane Allman). Позже, эти гиганты джаза, джаз-рока, панка и импровизационного авангарда окончательно забьют ему голову.
Наиболее ценный опыт и музыкальную подготовку Клайн получает во время работы с басистом и мультиинструменталистом Эриком Фон Эссеном, с кем он выступает дуэтом с 1977 до несвоевременной смерти Фон Эссена в 1997 году. В конце 1970-х Клайн играет камерный-джаз в «Quartet Music», вместе со своим братом, ударником Алексом Клайном, скрипачом Джефом Готьером и с тем же Фон Эссеном на контрабасе. «Quartet Music» записывает 4 альбома и активно гастролирует, 12 лет работы были впоследствии завершены двумя выступлениями с Milwaukee Symphony в 1989, в которых Нельс сделал аранжировки на некоторые композиции. В 1987 Кляйн выпускает диск «Angelica» на «Enja», в котором к списку давних партнеров Клайна (таких как: Алекс Клайн, Стейси Роулез, Эрик вон Эссен), присоединяется нью-йоркский альт-саксофонист Тим Берн. «Angelica» — очень наглядный пример его работ того периода.
В 1989 гитарист формирует свой новый проект под названием «Nels Cline Trio», который как нельзя лучше подчеркивает очень необычный звук гитары Клайна, простирающийся от едва уловимой, почти рефлектирующей балладности до крепких нападок произвольных форм. Трио записало 4 диска: «Chest», «Ground», «Sad» and «Silencer».
Вот, некоторые музыканты, с которыми Нельс успел поработать или записаться: Джулис Хэмпфилл (Julius Hemphill), Чарли Хэйден (Charlie Haden), Майк Уатт (Mike Watt), Тим Берн (Tim Berne), Марк Дрессер (Mark Dresser), Бобби Брэдфорд (Bobby Bradford), Зина Паркинс (Zeena Parkins), Элиот Шарп (Elliott Sharp), Тюрстон Мур (Thurston Moore), Грег Биндиан (Gregg Bendian), Марк Айшем (Mark Isham), The Geraldine Fibbers, Wadada Leo Smith, Генри Кайзера (Henry Kaiser), Banyan, Bloc, fIREHOSE, Карла Бузулич (Carla Bozulich) and Скотт Эмендола (Scott Amendola).
Текущие проекты Клайна включают в себя ансамбль с 6-ю участниками, названный «Destroy All Nels Cline», квартет «Inkling» с басистом Марком Дрессером, барабанщиком Билли Минцом (Billy Mintz) и арфисткой Зиной Паркинс; импровизирующее акустическое гитарное трио с Родом Пулом (Rod Poole) и Джимом Макюйли (Jim McAuley). Но он особенно любит сотрудничать с другими музыкантами формате дуэта. Некоторые из таких дуэтов с такими музыкантами как Carla Bozulich (Scarnella), Devin Sarno, Gregg Bendian, Zeena Parkins, Woody Aplanalp, G. E. Stinson и Norton Wisdom (художник). Музыканты, с которыми Кляйн сейчас чаще всего работает: Scarnella, Vinny Golia, Devin Sarno, Scott Amendola Band, Gregg Bendian’s Interzone, Jeff Gauthier Goatette, трио с Зиной Паркинс и Тёрстоном Муром, Banyan, а теперь ещё и Nels Cline Singers.

## Дискография
- Elegies (1980) (и Эриком фон Эссеном)
- Quartet Music (1981) (в составе Quartet Music)
- Dressed for the Apocalypse (1984) (совместно с Rhythm Plague)
- Ocean Park (1984) (w. Quartet Music)
- Window on the Lake (1986) (w. Quartet Music)
- Angelica (1988)
- Summer Night (1989) (w. Quartet Music)
- In the Free Zone (1991) (w. Bloc)
- Silencer (1992) (w. Nels Cline Trio)
- Ball-hog or Tugboat? (1995) (w. Mike Watt)
- Ground (1995) (w. Nels Cline Trio)
- Chest (1996) (w. Nels Cline Trio)
- Banyan (1997) (w. Banyan)
- Butch (1997) (w. Geraldine Fibbers)
- Contemplating the Engine Room (1997) (w. Mike Watt)
- In-Store (1997) (w. Thurston Moore)
- Pillow Wand (1997) (w. Thurston Moore)
- Sad (1998) (w. Nels Cline Trio)
- Scarnella (1998) (w. Carla Bozulich)
- Rise Pumpkin Rise (1998) (w. Devin Sarno)
- Edible Flowers (1998) (w. Devin Sarno)
- Anytime at All (1999) (w. Banyan)
- Interstellar Space Revisited: The Music of John Coltrane (1999) (w. Gregg Bendian)
- The Inkling (2000)
- Live at Easthampton Town Hall (2001) (w. Зиной Паркинс и Тёрстоном Муром)
- Destroy All Nels Cline (2001)
- Acoustic Guitar Trio (2001) (w. Acoustic Guitar Trio)
- The Allure of Roadside Curios (w. L. Stinkbug)
- Instrumentals (2002) (w. The Nels Cline Singers)
- Buried on Bunker Hill (2004) (w. Devin Sarno)
- The Entire Time (2004) (w. Vinny Golia)
- Graduation (2004) (w. Chris Corsano & Carlos Giffoni)
- The Giant Pin (2004) (w. The Nels Cline Singers)
- Out Trios Series, Volume 3: Ash and Tabula (2004) (w. Andrea Parkins & Tom Rainey)
- Immolation/Immertion (2005) (w. Wally Shoup & Chris Corsano)
- Banning + Center (2005) (w. Jeremy Drake)
- Season Finale (2005) (w. Solo Career)
- Distressed (2006) (совместно с Damsel)
- Four Guitars Live (2006) (совместно с Lee Ranaldo, Carlos Giffoni & Тёрстоном Муром)
- New Monastery: A View Into The Music of Andrew Hill (2006)
- Downpour (2007) (совместно с Andrea Parkins & Tom Rainey)
- Sky Blue Sky (2007) (совместно с Wilco)
- Draw Breath (2007) (совместно с The Nels Cline Singers)
- Duo Milano (2007) (совместно с Elliott Sharp)
- Suite: Bittersweet (2007) (совместно с Wally Shoup & Greg Campbell)
- Nothing Makes Any Sense (2007) (совместно с Carlos Giffoni, Alan Licht & Lee Ranaldo)
- Coward (2009)
- Vignes (2009) (совместно с Acoustic Guitar Trio)
- Red Feast (2009) (совместно с Stephen Gauci, Ken Filiano & Mike Pride)
- Wilco (The Album) (2009) (в составе Wilco)
- Elevating Device (2009) (совместно с G.E. Stinson)
- Stained Radiance DVD (2010) (совместно с Norton Wisdom)